# Kędzierzyn-Koźle Przystanek
Kędzierzyn-Koźle Przystanek – przystanek kolejowy w Koźlu–Porcie, dzielnicy Kędzierzyna–Koźla, w województwie opolskim.

## Ruch pasażerski
| Rok  | Wymiana pasażerska na dobę |
| ---- | -------------------------- |
| 2017 | 20-49                      |
| 2022 | 0-9                        |